# یون (اورگن)
یون (به انگلیسی: Ione) شهری در شهرستان شرمن ایالت اورگن است و در سرشماری سال ۲۰۱۱ میلادی، ۳۲۴ نفر جمعیت داشته که نسبت به سال ۲۰۱۰، ۰٫۳ درصد رشد جمعیت داشته‌است.

## موقعیت جغرافیایی
موقعیت جغرافیایی شهرها و مناطق اطراف به شرح زیر است: